# Бараниха (Ветлузький район)
Бараниха (рос. Бараниха) — присілок в Ветлузькому районі Нижньогородської області Російської Федерації.
Населення становить 47 осіб. Входить до складу муніципального утворення Мошкинська сільрада.

## Історія
Від 2009 року входить до складу муніципального утворення Мошкинська сільрада.

## Населення
| 1897 | 1907 | 1916 | 1999 | 2002 | 2010 |
| ---- | ---- | ---- | ---- | ---- | ---- |
| 273  | ↘215 | ↗294 | ↘63  | ↘46  | ↗47  |